# Харківська міська рада
Ха́рківська міська́ ра́да є представницьким органом Харківської міської територіальної громади, через який вона здійснює місцеве самоврядування, що здійснює від імені громади та в її інтересах функції та повноваження місцевого самоврядування, визначені Конституцією України та законами України, а також приймає від її імені рішення.

## Загальні відомості
Міська рада складається з 80 депутатів, наділених відповідно до закону правом представляти інтереси територіальної громади, які обираються мешканцями територіальної громади міста Харкова на 5 років.
Рада обирає постійні і тимчасові комісії, секретаря ради, утворює виконавчі органи — виконавчий комітет, департаменти, управління, відділи й інші виконавчі органи міської ради, дає дозвіл на створення органів самоорганізації населення.
Міська рада проводить свою роботу сесійно. Сесія міської ради складається з пленарних та позачергових сесій, засідань постійних та контрольних комісій.

### Адміністративний устрій
Міській раді підпорядковані:
- м. Харків
  - Індустріальний район
  - Київський район
  - Салтівський район
  - Немишлянський район
  - Новобаварський район
  - Основ'янський район
  - Слобідський район
  - Холодногірський район
  - Шевченківський район
- Колишні села (нині в межах районів міста):
  - Бражники
  - Заїки
  - Кулиничі
  - Перемога

## Склад ради

### Структура
Харківська міська рада VIII скликання має наступну структуру :
- Харківська міська рада
- Харківський міський голова: Ігор Терехов
- Секретар Харківської міської ради: не обраний
- Виконавчий комітет Харківської міської ради
- Заступники Харківського міського голови:
  - Перший заступник міського голови
  - Заступник міського голови з питань стратегічного розвитку міста
  - Заступник міського голови — керуючий справами виконавчого комітету міської ради
  - Заступник міського голови — директор Департаменту житлово-комунального господарства
  - Заступник міського голови з питань забезпечення життєдіяльності міста
  - Заступник міського голови з питань цифрової трансформації
  - Заступник міського голови з питань містобудування та архітектури
  - Заступник міського голови з питань сім'ї, молоді та спорту
  - Заступник міського голови з питань охорони здоров'я та соціального захисту населення
  - Заступник міського голови — Директор департаменту бюджету і фінансів
  - Заступник міського голови — Директор Департаменту економіки та комунального майна
  - Заступник міського голови — Директор Департаменту контролю
- Апарат міської ради та виконавчого комітету:
  - Служба помічників
  - Служба управління персоналом
  - Служба бухгалтерського обліку та звітності
  - Служба з питань запобігання корупції
  - Служба з питань публічних закупівель
  - Департамент організаційної роботи
  - Департамент діловодства
  - Департамент адміністративно-господарської діяльності
  - Департамент технічного супроводження
  - Архівний відділ
  - Відділ спецроботи
- Окремі департаменти:
  - Юридичний департамент
  - Департамент розвитку муніципального менеджменту
  - Департамент у справах інформації та зв'язків з громадськістю
  - Департамент контролю
  - Департамент житлово-комунального господарства
    - Управління житлового господарства
    - Управління комунального господарства та благоустрою
    - Управління обліку та розподілу житлової площі

  - Департамент по взаємодії з правоохоронними органами та цивільного захисту
    - Управління цивільного захисту
    - Управління оборонної та мобілізаційної роботи

  - Департамент з питань забезпечення життєдіяльності міста
    - Управління інженерної інфраструктури
    - Управління реклами

  - Департамент міжнародного співробітництва
  - Департамент освіти
  - Департамент культури
  - Департамент адміністративних послуг та споживчого ринку
    - Управління споживчого ринку
    - Управління з питань підприємництва та регуляторної політики
    - Управління адміністративних послуг

  - Департамент будівництва та шляхового господарства
    - Управління шляхового господарства
    - Управління економіки та кошторисно-договірних відносин
    - Управління транспорту та пасажирських перевезень

  - Департамент реєстрації
  - Департамент цифрової трансформації
  - Департамент земельних відносин
  - Департамент з інспекційної роботи
    - Інспекція державного архітектурно-будівельного контролю
    - Інспекція з благоустрою

  - Департамент містобудування та архітектури
    - Служба містобудівного кадастру Харкова

  - Департамент у справах сім'ї, молоді та спорту
    - Управління у справах сім'ї та молоді
    - Управління з питань фізичної культури і спорту
    - Управління менеджменту та маркетингу у сфері спорту

  - Департамент охорони здоров'я
  - Департамент соціальної політики
    - Управління з соціальних питань
    - Управління соціального моніторингу

  - Департамент служб у справах дітей
  - Департамент бюджету і фінансів
    - Управління забезпечення діяльності та контролю за виконанням документів
    - Управління зведеного планування
    - Управління доходів та інформаційної діяльності
    - Управління фінансування соціально-культурної сфери
    - Управління фінансування житлово-комунальної сфери
    - Управління фінансування органів місцевого самоврядування
    - Управління фінансів та бухгалтерського обліку
    - Управління фінансування адміністрацій районів
    - Управління комунікацій

  - Департамент економіки та комунального майна
    - Управління соціально-економічного розвитку, планування та обліку
    - Управління тарифної політики
    - Управління комунального майна та приватизації

  - Департамент надзвичайних ситуацій
  - Департамент з благоустрою, відбудови та реконструкції
  - Департамент інклюзивної доступності та безбар'єрного середовища
  - Департамент з питань ветеранської політики
  - Департамент по роботі з внутрішньо переміщеними особами
- Адміністрації районів:
  - Адміністрація Шевченківського району
  - Адміністрація Київського району
  - Адміністрація Слобідського району
  - Адміністрація Холодногірського району
  - Адміністрація Салтівського району
  - Адміністрація Новобаварського району
  - Адміністрація Індустріального району
  - Адміністрація Немишлянського району
  - Адміністрація Основ'янського району

### Міський голова
Міський голова є головною посадовою особою територіальної громади, що представляє її інтереси, обирається на 5 років та здійснює свої повноваження на постійній основі. Очолює виконавчий комітет міської ради, головує на засіданнях міської ради.

#### Перелік міських голів
| ПІБ                           | Основні відомості                                                                                     | Дата обрання | Дата звільнення |
| ----------------------------- | --- | ------------ | --------------- |
| Кушнарьов Євген Петрович      | Міський голова                                                                                        | 1990         | 1998            |
| Пилипчук Михайло Дмитрович    | Міський голова                                                                                        | 1998         | 2002            |
| Шумілкін Володимир Андрійович | Міський голова                                                                                        | 2002         | 2006            |
| Добкін Михайло Маркович       | Міський голова, 1970 року народження, член Партії регіонів                                            | 26.03.2006   | 16.03.2010      |
| Кернес Геннадій Адольфович    | в.о. міського голови, 1959 року народження, освіта вища, член Партії регіонів                         | 18.03.2010   | 31.10.2010      |
| Кернес Геннадій Адольфович    | Міський голова, 1959 року народження, освіта вища, член Партії регіонів                               | 31.10.2010   | 17.12.2020      |
| Терехов Ігор Олександрович    | в.о. міського голови, 1967 року народження, освіта вища, член партії «Блок Кернеса — Успішний Харків» | 17.12.2020   | 11.11.2021      |
| Терехов Ігор Олександрович    | міський голова, 1967 року народження, освіта вища, член партії «Блок Кернеса — Успішний Харків»       | 11.11.2021   |                 |

На виборах 2002 р. на посаду голови претендувало 16 осіб. В. А. Шумілкін набрав майже 36,5 % голосів. Друге та третє місця зайняли І секретар обкому КПУ Алла Александровська та голова Харківської обласної організації Народного Руху України Анатолій Семенченко. На четвертому місці — «проти всіх» (жодного з 14 претендентів на крісло голови не підтримали трішки більше, ніж 17 %).
На виборах 2006 р. за Михайла Добкіна проголосували 309.413 харків'ян. Слідом за ним — Володимир Шумілкін, за якого віддали свої голоси 167.386 харків'ян. Алла Александровська отримала 57.978 голосів, «проти всіх» — 49.479

### Депутати, склад депутатських фракцій і постійних комісій
Депутатом міської ради може бути обраний громадянин України, що має право голосу. Повноваження депутата міської ради починаються з моменту офіційного оголошення територіальною виборчою комісією на сесії ради рішення про підсумки виборів та визнання повноважень депутата і закінчуються в день першої сесії ради нового скликання. Депутат (крім секретаря міської ради) повинен входити до складу однієї з постійних комісій міської ради.
Постійні комісії міської ради — органи, що обираються радою з числа її депутатів для вивчення, попереднього розгляду і підготовки питань, які належать до її відання, здійснення контролю за виконанням рішень ради, її виконавчого комітету. Постійні комісії обираються міською радою на строк її повноважень у складі голови і членів комісії. До складу комісій не можуть бути обрані міський голова, секретар міської ради.

#### III (XXIII) скликання
Список депутатів Харківської міської ради III скликання (1998–2002) становив 75 осіб.(рос.)

#### IV (XXIV) скликання
Список депутатів Харківської міської ради IV скликання (2002–2006) становив 75 осіб. На місця в міськраду претендували близько 852 кандидати — конкурс склав 11,3 осіб на місце. Серед претендентів — біля 30-ти вже були депутатами. До ради було обрано 11 членів НДП, 8 — КПУ, 5 — СДПУ(о), 2 — Партії зелених України, по одному — від Партії комуністів (більшовиків), Партії регіонів, Партії промисловців і підприємців, екологічної партії України «Захист», об'єднання «Жінки за майбутнє», партії «Солідарність жінок України», 43 — безпартійних. Депутати IV скликання затвердили для себе оклад у розмірі мінімальної заробітної плати (140 грн.). У раді діяли фракції «Єдиній Харків» (до жовтня 2002 р. — єдина фракція в міськраді), НДП, СДПУ(о), КПУ.

#### V (XXV) скликання
Список депутатів Харківської міської ради V скликання становить 100 осіб: фракція Партії регіонів (54 депутати, в тому числі депутатська група «Молоді регіони» — 11 депутатів), фракція «ВІЧЕ» (5 депутатів), фракція блоку політичних партій «Блок Юлії Тимошенко» (14 депутатів), фракція Комуністичної партії України (5 депутатів), фракція «Народний Союз Наша Україна» (6 депутатів), фракція «Блок Володимира Шумілкіна — За Харків» (8 депутатів), фракція «Слобожанський вибір» (3 депутати), фракція Блоку Наталії Вітренко «Народна опозиція» (2 депутати) та позафракційні депутати (3 депутати). Фракція «Слобожанский вибір» змінила свою назву 3 липня 2008 р. на «Русь — Слобожанский вибір», а вже 23 жовтня — на «Російсько-український союз „РУСЬ“». 29 квітня 2010 року п'ятеро депутатів із фракції «Блок Юлії Тимошенко» (Олександр Заболотний, Віктор Ларченко, Володимир Наконечний, Олександр Пилипенко й Олена Стронова) заявили про створення депутатської групи «Харків — уперед!», керівником якої обрано В. Наконечного.
За результатами опитування, проведеного Союзом молодих політологів України, 82 депутати V скликання з 100 не відомі жителям Харкова. З'ясувалося, що популярність більшу за 2 %, мають 18 депутатів міськради (5,82 % опитаних взагалі не згадали жодного депутата). Найвідомішим виявився секретар міськради Геннадій Кернес, якого згадали 76,92 % опитаних. На другому місці — керівник фракції партії «Наша Україна» Андрій Руденко (62,03 %), на третьому — депутат фракції Блоку Юлії Тимошенко Сергій Сьомочкін (51,66 %), на четвертому — депутат фракції Партії регіонів Сергій Кушнарьов (41,97 %), на п'ятому — депутат фракції партії «Наша Україна» Ігор Вировєць (30,37 %).

#### VI (XXVI) скликання
За результатами місцевих виборів 2010 року депутатами ради стали:
| Суб'єкт висування                                       | Кількість обраних депутатів | %  |
| ------------------------------------------------------- | --------------------------- | -- |
| Партія регіонів                                         | 69                          | 69 |
| Політична партія Всеукраїнське об'єднання «Батьківщина» | 13                          | 13 |
| Комуністична партія України                             | 8                           | 8  |
| Політична партія «Сильна Україна»                       | 6                           | 6  |
| Політична партія «Фронт Змін»                           | 2                           | 2  |
| Народна партія                                          | 1                           | 1  |
| Партія пенсіонерів України                              | 1                           | 1  |

### Поточні фракції (8 скликання)
- Фракція політичної партії «Блок Кернеса — Успішний Харків» — 31 депутат
- Депутатська група «Відновлення України» — 13 депутатів
- Фракція політичної партії «Європейська Солідарність» — 9 депутатів
- Фракція політичної партії «Слуга народу» — 9 депутатів
- Фракція політичної партії "Блок Світличної «Разом!» — 6 депутатів
- Позафракційні — 8 депутатів

### Секретарі міської ради
З числа депутатів міської ради, за пропозицією міського голови, на строк повноважень ради обирається секретар міської ради.
- Пилипчук Михайло Дмитрович (1990 рік — червень 1998 року)
- Петренко Микола Якович (червень 1998 року — 11 квітня 2002 року)
- Кернес Геннадій Адольфович (11 квітня 2002 — 28 травня 2002 року)
- Воронов Марк Миколайович (28 травня 2002 року — 26 березня 2006 року)
- Кернес Геннадій Адольфович (26 березня 2006 — 24 листопада 2010 року)
- Новак Олександр Миколайович (24 листопада 2010 року — 9 грудня 2020 року)
- Терехов Ігор Олександрович (9 грудня 2020 року — 11 листопада 2021 року)

Після обрання Ігоря Терехова міським головою секретар так і не був обраний.

## Виконавчий комітет
Виконавчий комітет є виконавчим органом міської ради, який утворюється радою на термін її повноважень. Очолює його міський голова. Кількісний склад виконавчого комітету визначається міською радою, а персональний — затверджується міською радою за пропозицією міського голови. До складу виконавчого комітету входять: міський голова, секретар міської ради, перший заступник міського голови, заступники міського голови, директори департаментів, керівники інших виконавчих органів міської ради, керівник справ виконкому міської ради, а також інші особи.
Виконавчий комітет міської ради формується на строк повноважень міської ради. Після закінчення терміну повноважень міської ради, а також у випадку дострокового припинення її повноважень, виконавчий комітет міської ради здійснює свою діяльність до сформування нового складу виконавчого комітету.

### Поточний склад виконавчого комітету (8 скликання)
- Терехов Ігор Олександрович — харківський міський голова
- Секретар міського голови — вакантна посада
- Новак Олександр Миколайович — перший заступник міського голови
- Чечетова-Терашвілі Тетяна Михайлівна — керуючий справами виконавчого комітету
- Ісаєв Дмитро Михайлович — заступник міського голови з питань стратегічного розвитку міста
- Топчій Олексій Олександрович — заступник міського голови — директор Департаменту житлово-комунального господарства
- Резнік Ігор Михайлович — заступник міського голови з питань забезпечення життєдіяльності міста
- Заступник міського голови з питань інфраструктури міста — вакантна посада
- Кузьмін Сергій Сергійович — заступник міського голови з питань цифрової трансформації
- Овіннікова Тетяна Іванівна — заступник міського голови з питань містобудування, архітектури та земельних відносин
- Заступник міського голови з питань сім'ї, молоді та спорту — вакантна посада
- Ярмолюк Віктор Романович — заступник міського голови з питань охорони здоров'я та соціального захисту населення
- Таукешева Тетяна Дмитрівна — заступник міського голови — директор Департаменту бюджету і фінансів
- Фатєєв Михайло Іванович — заступник міського голови — директор Департаменту економіки та комунального майна
- Панов Віталій Володимирович — Заступник міського голови — Директор Департаменту контролю
- Бабаєв Володимир Миколайович — ректор Харківського національного університету міського господарства ім. О. М. Бекетова
- Гетьман Анатолій Павлович — ректор Національного юридичного університету імені Ярослава Мудрого
- Давтян Олександр Саркісович — президент ТОВ «Інвестиційна група ДАД»
- Кагановська Тетяна Євгеніївна — ректор Харківського національного університету імені В. Н. Каразіна
- Козловський Анатолій Вікторович — ветеран АТО, екс-поліцейський, директор СК ТОВ «Побратим-агро», співзасновник Харківської обласної громадської організації «Спілка ветеранів АТО».
- Колос Андрій Леонідович — директор ТОВ «ІНТЕРФОРС СИСТЕМ»
- Пилипчук Михайло Дмитрович — заступник генерального директора КП «Харківський метрополітен»
- Полозков Володимир Дмитрович — президент «Концерн „Райський куточок“»
- Рубаненко Леонід Іванович — голова Об'єднання організацій роботодавців Харківщини
- Суботін Віктор Георгійович — генеральний директор ПАТ «Турбоатом»
- Тесленко Сергій Анатолійович — голова Об'єднання профспілок Харківської області
- Харченко Олександр Михайлович — голова наглядової ради приватного акціонерного товариства «Трест Житлобуд-1»
- Шингарьова Олена Валеріївна — президент громадської організації людей з інвалідністю «КРЕАВИТА»

### Департаменти, управління, відділи й інші виконавчі органи міської ради
Департаменти, управління, відділи та інші виконавчі органи Харківської міської ради є виконавчими органами міської ради, створювані нею у межах затвердженої структури і штатів. Вони підзвітні та підконтрольні міській раді, підпорядковані виконавчому комітету, міському голові. Керівники департаментів, управлінь, відділів та інших виконавчих органів ради призначаються на посаду і звільняються з посади міським головою.
У межах, встановлених законами України, виконавчі органи міської ради здійснюють власні і делеговані повноваження в сферах і галузях соціально-економічного і культурного розвитку, планування та обліку; бюджету, фінансів і цін, управління комунальною власністю; житлово-комунального господарства, побутового, торговельного обслуговування, громадського харчування, транспорту і зв'язку; будівництва, освіти, охорони здоров'я, культури, фізкультури і спорту; регулювання земельних відносин і охорони навколишнього природного середовища; соціального захисту населення; зовнішньоекономічної, оборонної діяльності; адміністративно- територіального устрою; забезпечення законності, правопорядку, охорони прав, свобод, законних інтересів громадян, а також інші повноваження.

#### Структура виконавчого комітету Харківської міської ради:
Склад виконкому Харківської міської ради складається з 17 осіб, представників різних сфер діяльності міста:
Заступники Харківського міського голови
- Перший заступник міського голови
- Заступник з питань стратегічного розвитку міста
- Заступник — керуючий справами виконавчого комітету міської ради
- Заступник — директор Департаменту житлово-комунального господарства
- Заступник з питань забезпечення життєдіяльності міста
- Заступник з питань цифрової трансформації
- Заступник з питань містобудування та архітектури
- Заступник з питань сім'ї, молоді та спорту
- Заступник з питань охорони здоров'я та соціального захисту населення
- Директор департаменту бюджету і фінансів
- Директор Департаменту економіки та комунального майна
- Директор Департаменту контролю

Апарат міської ради та виконавчого комітету:
- Служба помічників
- Служба управління персоналом
- Служба бухгалтерського обліку та звітності
- Служба з питань запобігання корупції
- Служба з питань публічних закупівель
- Департамент організаційної роботи
- Департамент діловодства
- Департамент адміністративно-господарської діяльності
- Департамент технічного супроводження
- Архівний відділ
- Відділ спецроботи

Адміністрації районів
Також міська рада має окремі департаменти:
- Юридичний департамент
- Департамент розвитку муніципального менеджменту
- Департамент у справах інформації та зв'язків з громадськістю
- Департамент контролю
- Департамент житлово-комунального господарства
- Департамент по взаємодії з правоохоронними органами та цивільного захисту
- Департамент з питань забезпечення життєдіяльності міста
- Департамент міжнародного співробітництва
- Департамент освіти
- Департамент культури
- Департамент адміністративних послуг та споживчого ринку
- Департамент будівництва та шляхового господарства
- Департамент реєстрації
- Департамент цифрової трансформації
- Департамент земельних відносин
- Департамент з інспекційної роботи
- Департамент містобудування та архітектури
- Департамент у справах сім'ї, молоді та спорту
- Департамент охорони здоров'я
- Департамент соціальної політики
- Департамент служб у справах дітей
- Департамент бюджету і фінансів
- Департамент економіки та комунального майна
- Департамент надзвичайних ситуацій
- Департамент з благоустрою, відбудови та реконструкції
- Департамент інклюзивної доступності та безбар'єрного середовища
- Департамент з питань ветеранської політики
- Департамент по роботі з внутрішньо переміщеними особами

## Комунальні підприємства
- Комунальне підприємство «Інфо Сіті» (випускає однойменну газету та веде медіа «Харків. Новини»)[25];
- Комунальне підприємство «Централізована закупівельна організація»;
- Комунальне підприємство «Харківські теплові мережі»[26];
- Комунальне підприємство «Харківводоканал»[27];
- Комунальне підприємство «Житлокомсервіс»[28];
- Комунальне підприємство «Комплекс з вивозу побутових відходів»[29];
- Комунальне підприємство «Муніципальна компанія поводження з відходами»[30];
- Комунальне спеціалізоване підприємство «Харківміськліфт»[31];
- Комунальне підприємство «Міськсвітло»;
- Комунальне підприємство «Комплекс з експлуатації об'єктів водозниження і зливової каналізації»;
- Спеціалізоване комунальне підприємство «Харківзеленбуд»;
- Комунальне підприємство «Харківське ремонтно-будівельне підприємство»;
- Комунальне підприємство «Харківспецбуд»;
- Комунальне підприємство «Харківжитлобуд»;
- Комунальне підрядне спеціалізоване підприємство по ремонту і будівництву шляхів м. Харкова «Шляхрембуд»;
- Комунальне підприємство «Харків-Сигнал»;
- Комунальне підприємство «Сучасне місто»[32];
- Комунальне підприємство «Міська молочна фабрика-кухня дитячого харчування»[33];
- Комунальне підприємство «Комбінат дитячого харчування»;
- Комунальне підприємство «Центральний парк»[34];
- Комунальне підприємство «Об'єднання парків культури та відпочинку міста Харкова»;
- Комунальна організація «Харківський зоологічний парк»[35];
- Комунальне підприємство «Центр поводження з тваринами»;
- Комунальне підприємство «Меморіальний парк „Дробицький Яр“»;
- Комунальне підприємство «Харківпасс»;
- Комунальне підприємство «Харківський метрополітен»[36];
- Комунальне підприємство «Підземне місто»;
- Комунальне підприємство «Харківський вагонобудівний завод»;
- Комунальне некомерційне підприємство «Міське автопідприємство спеціалізованого санітарного транспорту»;
- Спеціалізоване комунальне підприємство по наданню соціальної допомоги мешканцям м. Харкова «Заповіт»;
- Комунальне підприємство «Ритуал»;
- Комунальне підприємство «Харківське міське бюро технічної інвентаризації» (БТІ)[37];
- Комунальне підприємство «Харківський міський центр нерухомості»;
- Комунальне підприємство «Міський інформаційний центр»;
- Комунальне підприємство «Міська друкарня»;
- Комунальне підприємство «Твій дім»;
- Комунальне підприємство «Баст»;
- Комунальне підприємство «Сігма»;
- Комунальне підприємство «Муніципальна охорона»;
- Комунальне підприємство «Муніципальна аптека міста Харкова»;
- Комунальне підприємство «Інкоммедсервіс»;
- Комунальне підприємство «Харківський палац спорту».

## Комунальні установи та заклади
- Комунальний заклад «Міська спеціалізована дитячо-юнацька спортивна школа олімпійського резерву з водних видів спорту Яни Клочкової»;
- Комунальний заклад «Міська спеціалізована дитячо-юнацька спортивна школа олімпійського резерву»;
- Комунальна установа «Харківський міський центр реінтеграції бездомних осіб»;
- Комунальний заклад «Харківський міський центр дозвілля молоді»;
- Комунальний заклад соціального захисту для дітей «Центр соціально-психологічної реабілітації дітей» міста Харкова»;
- Комунальний заклад «Консультативно-кризовий центр „Відповідальне батьківство“».

## Районні в м. Харкові ради
На черговій 38 сесії Харківської міської ради V скликання, що відбулася 25 листопада 2009 року, було вирішено не утворювати районні у місті Харкові ради після закінчення терміну їх повноважень (ліквідувати їх із 2010 року).
| Районні в м. Харкові ради останнього V (XV) скликання | Районні в м. Харкові ради останнього V (XV) скликання | Районні в м. Харкові ради останнього V (XV) скликання | Районні в м. Харкові ради останнього V (XV) скликання | Районні в м. Харкові ради останнього V (XV) скликання | Районні в м. Харкові ради останнього V (XV) скликання |
| ----------------------------------------------------- | ----------------------------------------------------- | ----------------------------------------------------- | ----------------------------------------------------- | ----------------------------------------------------- | ----------------------------------------------------- |
| Районна в м. Харкові рада                             | Кількість депутатів                                   | Голова ради                                           | Район                                                 | Населення, тис. осіб                                  | Площа                                                 |
| Дзержинська                                           | 44                                                    | Котковський Володимир Романович                       | Шевченківський                                        | 220,6                                                 | 4418 га, 44.2 км²                                     |
| Жовтнева                                              | 49                                                    | Єромецький Семен Олександрович                        | Новобаварський                                        | 111,2                                                 | 3471 га, 34.7 км²                                     |
| Київська                                              | 60                                                    | Кононов Валерій Федорович                             | Київський                                             | 188,7                                                 | 4569 га, 45.7 км²                                     |
| Комінтернівська                                       | 45                                                    | Білодід Микола Павлович                               | Слобідський                                           | 149,8                                                 | 2434 га, 24.3 км²                                     |
| Ленінська                                             | 40                                                    | Номеровський Анатолій Іванович                        | Холодногірський                                       | 93,8                                                  | 3211 га, 32.1 км²                                     |
| Московська                                            | 76                                                    | Коновалов Леонід Станіславович                        | Салтівський                                           | 310,3                                                 | 2401 га, 24 км²                                       |
| Орджонікідзевська                                     | 51                                                    | Головко Володимир Васильович                          | Індустріальний                                        | 155,8                                                 | 3339 га, 33.4 км²                                     |
| Фрунзенська                                           | 54                                                    | Топчій Тетяна Василівна                               | Немишлянський                                         | 144,2                                                 | 2229 га, 22.3 км²                                     |
| Червонозаводська                                      | 40                                                    | Гніденко Микола Іванович                              | Основ'янський                                         | 96,5                                                  | 4532 га, 45.3 км²                                     |

## Відзнаки Харківської міської ради
- Звання „Почесний громадянин міста Харкова“;
- Почесна грамота Харківської міської ради;
- Почесна грамота виконавчого комітету Харківської міської ради;
- Подяка Харківського міського голови.

## Видання Харківської міської ради
- Газета „Інфо Сіті“[25]

## Поточні програми Харківської міської ради
- Бюджет Харківської міської територіальної громади на 2025 рік[39]
- Програма економічного та соціального розвитку м. Харкова на 2025 рік[40]
- Міська цільова програми будівництва (придбання) доступного житла на 2021—2030 роки
- Міська цільова програми будівництва (придбання) доступного житла на 2021—2030 роки щодо надання пільгових кредитів на будівництво (придбання) доступного житла для учасників бойових дій, які брали участь у заходах, необхідних для забезпечення оборони України, захисту безпеки населення та інтересів держави у зв'язку з військовою агресією Російської Федерації проти України
- Міська цільова програма будівництва (придбання) доступного житла на 2021—2030 роки для працівників промислових підприємств
- Програма підтримки розвитку підприємництва у м. Харкові на 2018‒2027 роки
- Міська програма інноваційної та інвестиційної діяльності та іміджевих проєктів на 2017—2025 роки
- Програма поводження з домашніми тваринами та регулювання їхньої чисельності у м. Харкові на 2018—2027 роки
- Програма підтримки житлово-будівельних кооперативів, об'єднань співвласників та управителів багатоквартирних будинків у місті Харкові на 2022—2027 роки
- Комплексна програма „Інновації в пріоритетних напрямках розвитку галузі охорони здоров'я м. Харкова на 2011—2025 роки“
- Комплексна програма розвитку освіти м. Харкова на 2018—2024 роки
- Комплексна міська програма розвитку культури в місті Харкові на 2022—2026 роки
- Комплексна програма реалізації гендерної та сімейної політики в місті Харкові на 2022—2026 роки
- Міська комплексна цільова соціальна програма розвитку фізичної культури та спорту м. Харкова на 2017—2025 роки
- Комплексна цільова програма розвитку футболу в м. Харкові на 2017—2025 роки
- Міська програма спортивних іміджевих проектів на 2013—2025 роки
- Програма розвитку співробітництва міста Харкова з міжнародними агенціями та фінансовими установами на 2019—2025 роки
- Програма охорони навколишнього природного середовища м. Харкова на 2021—2030 роки
- Комплексна програма розвитку цивільного захисту, підвищення рівня публічної безпеки та сприяння організації територіальної оборони у місті Харкові на 2018—2025 роки
- Програма взаємодії міської ради з громадськими об'єднаннями м. Харкова на 2021—2025 роки
- Програма інформатизації Харківської міської ради на 2013—2025 роки
- Програма подальшого реформування земельних відносин та підвищення ефективності використання земель в місті Харкові на 2007—2024 роки
- Комплексна програма з протидії поширенню наркоманії та зменшення шкоди від вживання психоактивних речовин у м. Харкові „Чисте місто“ на 2021—2025 роки
- Програма розвитку і реформування житлово-комунального господарства м. Харкова на 2011—2025 роки
- Програма енергозбереження та підвищення енергоефективності житлового фонду м. Харкова на 2018—2025 роки
- Програма обслуговування та розвитку територій садибної забудови м. Харкова на 2018—2027 роки
- Програма часткового відшкодування за кредитами, отриманими на впровадження енергоефективних заходів у багатоквартирних житлових будинках міста Харкова, на 2016—2025 роки
- Міська цільова програма здешевлення вартості іпотечних кредитів для багатодітних сімей
- Програма по реалізації рішень генерального плану м. Харкова на період до 2026 року
- Програма підтримки енергомодернізації багатоквартирних будинків „ЕНЕРГОДІМ“
- Програма розвитку системи поводження з твердими побутовими відходами в м. Харкові на 2015—2026 роки
- Міська програма увічнення пам'яті учасників та жертв Другої світової війни, захисників України, які брали участь у боротьбі за незалежність, суверенітет і територіальну цілісність України, на період 2010—2025 років
- Програма розвитку КП „Харківводоканал“ на 2015—2026 роки
- Міська програма оновлення та розвитку Харківського зоопарку на 2018—2027 роки
- Програма по ліквідації наслідків підтоплень території м. Харкова
- Програма розвитку міського електротранспорту м. Харкова на 2021—2025 роки
- Програма підвищення безпеки дорожнього руху в м. Харкові на 2021—2025 роки
- Програма будівництва та розвитку Харківського метрополітену на 2021—2025 роки
- Програма сприяння безпечній життєдіяльності у сфері соціального захисту населення міста Харкова на 2021—2025 роки
- Міська комплексна програма „Назустріч дітям“ на 2021—2025 рр.
- Програма зміцнення позитивного міжнародного іміджу та розвитку міжнародного співробітництва міста Харкова на 2021—2025 роки
- Міська комплексна цільова програма підтримки засобу масової інформації місцевого значення комунального підприємства „Інфосіті“ Харківської міської ради на 2019—2025 роки
- Програма висвітлення діяльності Харківської міської ради та її виконавчих органів на 2019—2025 роки
- Програма розвитку архівної справи у м. Харкові на 2018—2027 роки
- Програма підтримки видавничої справи у м. Харкові на 2018—2027 роки
- Міська цільова програма „Громадський бюджет (бюджет участі) міста Харкова“ на 2018—2026 роки»